# Веласкес, Джеки
Жаклин Дэветт «Джеки» Веласкес-Гонсалес (англ. Jacquelyn «Jaci» Davette Velasquez-Gonzáles; 15 октября 1979, Хьюстон, Техас, США) — американская певица и актриса.

## Биография
Жаклин Дэветт Веласкес родилась 15 октября 1979 года в Хьюстоне (штат Техас, США) в семье супругов латиноамериканского происхождения, которые развелись в 2000 году. У Жаклин есть четверо братьев и сестёр: Джулиан Веласкес, Марио Веласкес, Минди Веласкес и Дион Веласкес.
В 9-летнем возрасте, по непонятным причинам, Жаклин потеряла слух. Позже слух вернулся к девочке, и с тех пор её страсть к музыке стала возрастать.

## Карьера
Джеки начала свою музыкальную карьеру в 1992 году и к 2012 году выпустила 18 музыкальных альбомов на английском и испанском языках.
В 2003—2011 годах снималась в кино.

## Личная жизнь
В 2003—2005 годах Джеки была замужем за музыкантом Дарреном Потаком.
С 17 декабря 2006 года Джеки замужем во второй раз, за музыкантом Ником Гонсалесом. У супругов есть два сына — Зиленд Дэвид Гонсалес (род. 03.11.2007) и Сорен Артур Гонсалес (род. 20.02.2009).